# Porcellio ancararum
Porcellio ancararum är en kräftdjursart som beskrevs av Rodríguez och Vicente 1992. Porcellio ancararum ingår i släktet Porcellio och familjen Porcellionidae. Inga underarter finns listade i Catalogue of Life.